# Gillis Rombouts

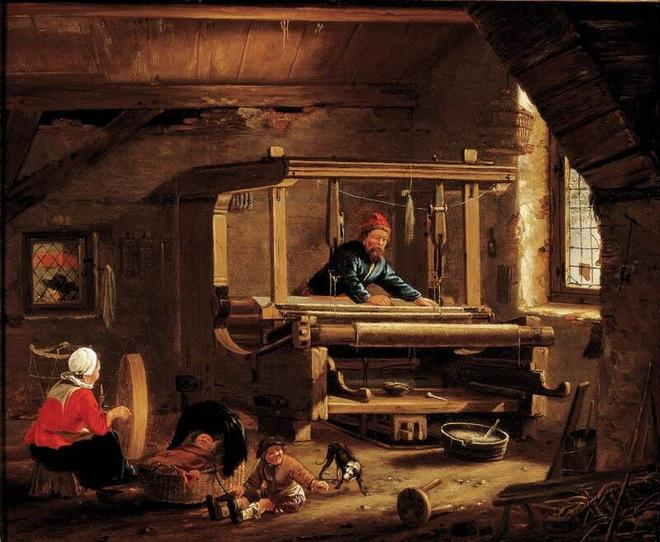
El taller d'un teixidor, 1656, oli sobre taula, 32 x 38,5 cm, Haarlem, Museu Frans Hals.

Gillis Rombouts (Haarlem, 1630 - Haarlem, 1672) fou un pintor barroc neerlandès especialitzat en la pintura de paisatges.
Va deure néixer a Haarlem cap a 1630 doncs en un document de 1656 es deia de 26 anys. Es desconeix amb quin mestre va poder realitzar la seva formació, però ja el 1652 va pagar la seva quota en la Gremi de Sant Lluc com a mestre independent i el mateix any va contreure matrimoni amb Maritje Goverts van Eyl. El matrimoni va tenir vuit fills, la majoria morts en la infància. Un d'ells, Salomon, el tercer dels fills d'aquest nom en haver mort els dos majors, va continuar l'ofici patern.
Rombouts va pintar paisatges boscosos a la manera de Jacob Van Ruysdael i algun interior amb la representació de tallers d'artesans, com l'interior del Taller d'un teixidor del Museu Frans Hals d'Haarlem, instal·lat en la pròpia llar, en la línia de Cornelis Decker o Thomas Wijck entre altres mestres de Haarlem.